# Kyyvesi
El Kyyvesi  es un gran cuerpo de agua en la región de Savo en el sur del país europeo de Finlandia. A pesar de su tamaño (129,95 km²) es muy poco profundo y muy rocoso. El Motorboating se recomienda solo para los navegantes muy experimentados debido a las muchas a las rocas que no han sido registradas. Además, la cantidad limitada de sitios de aterrizaje es un obstáculo para avanzar rápidamente a través del lago. Una carta batimétrica general, fue terminada en 2006. Para los visitantes es más recomendable usar Canoas, kayaks y botes de remos. Hay una ruta con pequeños puertos. El agua es oscura para el área de influencia porque es principalmente un terreno pantanoso. Los lugareños afirman que existen dos clases de peces lucioperca que viven en el lago.